# El tapiz de Fionavar
El tapiz de Fionavar es una trilogía de novelas fantásticas, compuesta por El árbol del verano, Fuego errante y Sendero de tinieblas, escritas por el autor canadiense Guy Gavriel Kay.

## Argumento
La narración explora dos mundos que se van mezclando a lo largo de la historia; el real por un lado y el mundo fantástico de Fionavar por el otro. Un portal abierto en el tapiz -que simboliza la creación, el destino, el libro donde todo está perfectamente equilibrado- une a los dos mundos por donde los personajes, que han sido elegidos, deben restaurar el caos producido en Fionavar para que el universo no desaparezca. Es un fantástico relato de aventuras que mezcla mitología gaélica aportando conocimientos, con una literatura sencilla y cuidada.

## Personajes principales
- Dave
- Kimberly
- Jennifer
- Paul
- Kevin
- Loren Manto de Plata